# Juniorenweltmeisterschaft im Schach 1980

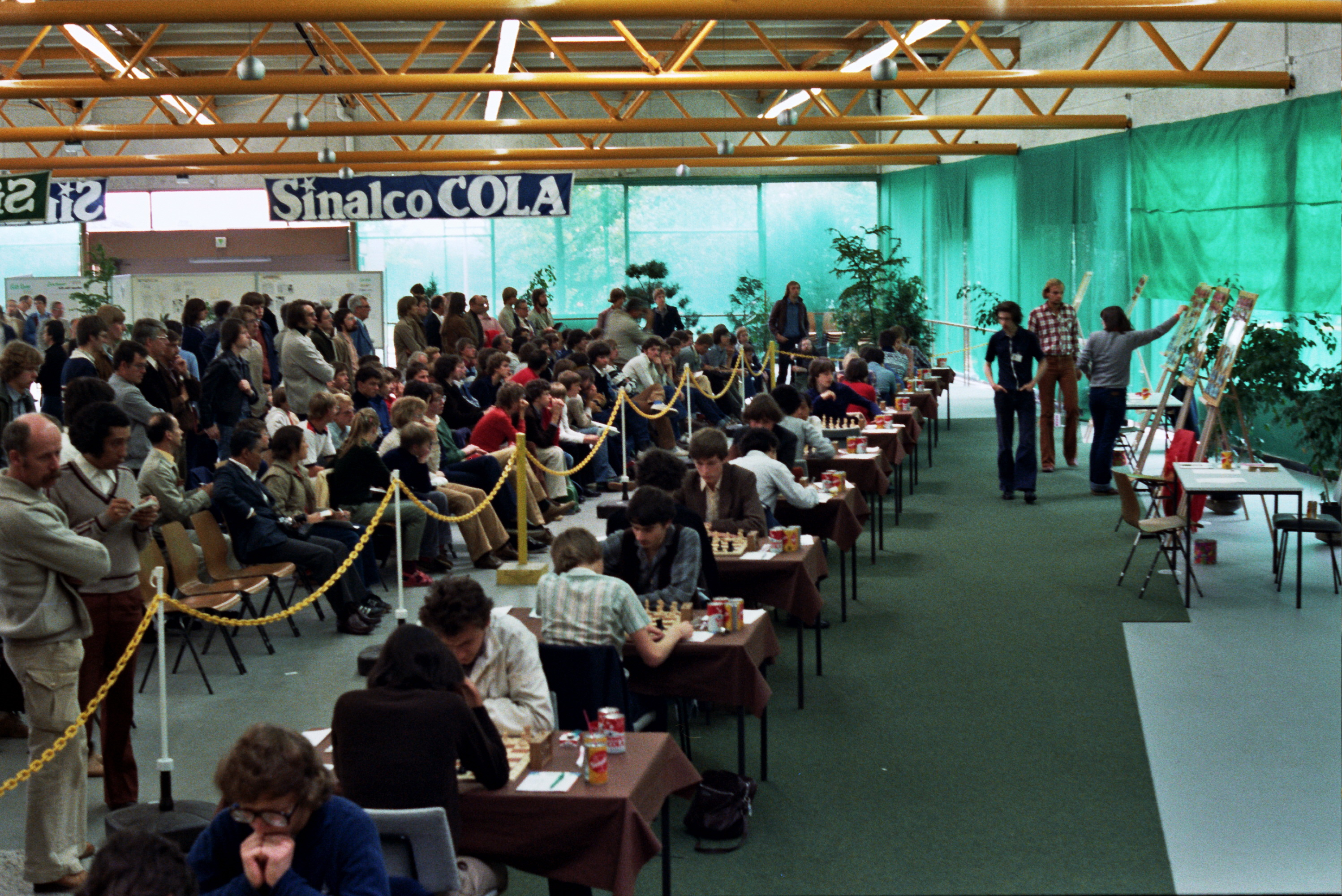
Turniersaal der Jugendweltmeisterschaft 1980

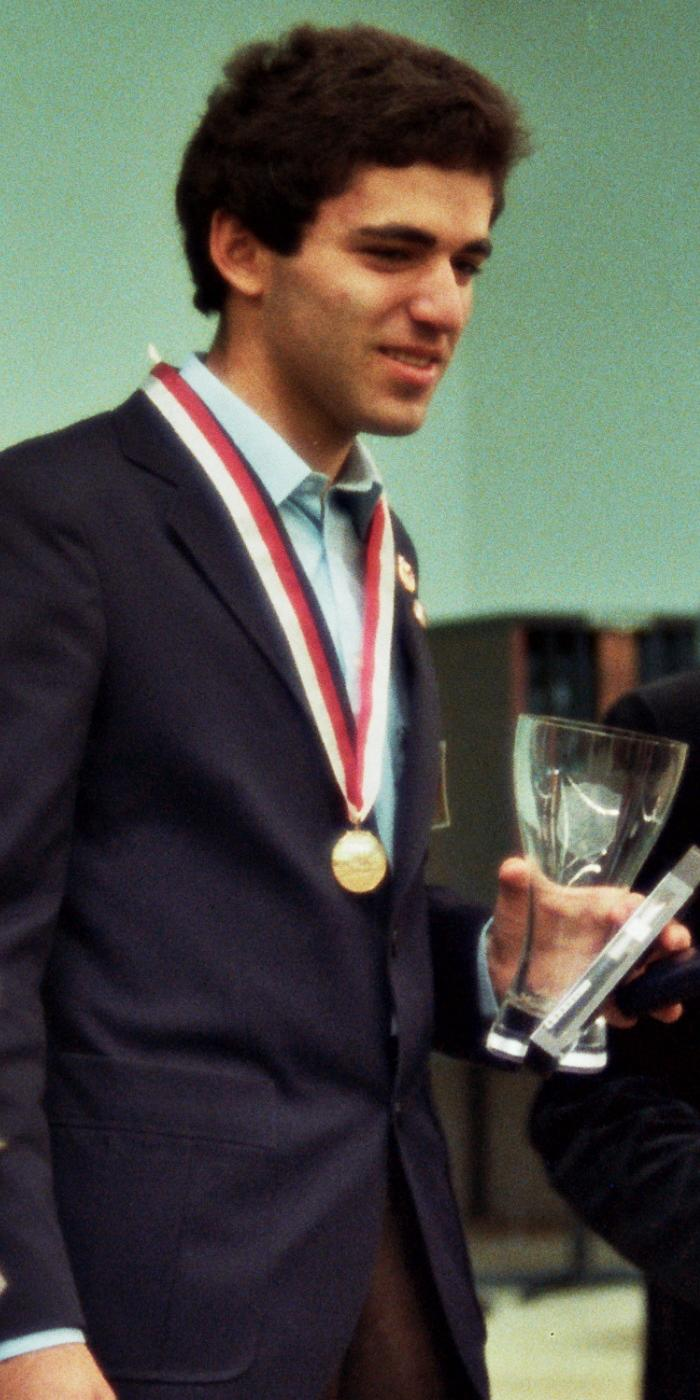
Garri Kasparow 1980

Die Juniorenweltmeisterschaft im Schach 1980 war eine Schachweltmeisterschaft der Junioren und wurde vom 17. bis 31. August 1980 in Dortmund ausgetragen.

## Bericht
Der 17-jährige Garri Kasparow gewann die Weltmeisterschaft, 1,5 Punkte vor dem erst 15-jährigen Nigel Short – seinem späteren Gegner in der Schachweltmeisterschaft 1993. Bester Deutscher wurde Klaus Bischoff (geteilter 3. bis 5. Platz).
Die Juniorenweltmeisterschaft in Dortmund war eine Weltmeisterschaft der männlichen Jugend unter 20 Jahren. Veranstalter waren der Deutsche Schachbund und die Dortmunder Schachfreunde.
Diese Meisterschaft wurde zum 10-jährigen Jubiläum der Deutschen Schachjugend (DSJ) ausgetragen. Die Veranstaltung hatte einen anderthalbjährigen Organisationsvorlauf und kam mit zirka 80.000 DM aus. Die Weltmeisterschaft wurde ermöglicht durch die Unterstützung der Stadt Dortmund und fand beim Deutschen Schachbund die Unterstützung beim damaligen Präsidenten Alfred Kinzel. In der DSJ selbst zeichnete vor allem Lutz Ebbinghaus für die Organisation verantwortlich.

## Endstand als Fortschrittstabelle
| Rg | Land                                           | Teilnehmer           | 1   | 2   | 3   | 4   | 5   | 6   | 7   | 8   | 9   | 10  | 11  | 12  | 13  | Punkte |
| -- | ---------------------------------------------- | -------------------- | --- | --- | --- | --- | --- | --- | --- | --- | --- | --- | --- | --- | --- | ------ |
| 1  | Sowjetunion 1955                               | Kasparow, Garri      | 33+ | 15+ | 34+ | 04= | 13+ | 06+ | 07+ | 17= | 02= | 10+ | 08+ | 03= | 09= | 10.5   |
| 2  | England                                        | Short, Nigel         | 24+ | 45= | 18= | 28+ | 07- | 21+ | 03= | 20+ | 01= | 06+ | 04= | 09+ | 10= | 9.0    |
| 3  | Chile                                          | Morovic, Iván        | 32- | 51+ | 30+ | 11= | 23= | 05+ | 02= | 18= | 16+ | 07= | 06+ | 01= | 04= | 8.5    |
| 4  | Rumänien 1965                                  | Negulescu, Adrian    | 51+ | 32+ | 46+ | 01= | 06- | 07= | 20+ | 09+ | 17= | 08= | 02= | 10= | 03= | 8.5    |
| 5  | Deutschland Bundesrepublik                     | Bischoff, Klaus      | 40+ | 08= | 45= | 20= | 18= | 03- | 23+ | 19= | 24+ | 15= | 13= | 16+ | 07+ | 8.5    |
| 6  | Schweden                                       | Åkesson, Ralf        | 22+ | 20= | 23+ | 21+ | 04+ | 01- | 17= | 08+ | 07+ | 02- | 03- | 19= | 15= | 8.0    |
| 7  | Argentinien                                    | Tempone, Marcelo     | 27= | 16+ | 44+ | 12= | 02+ | 04= | 01- | 33+ | 06- | 03= | 18+ | 17+ | 05- | 8.0    |
| 8  | Bulgarien 1971                                 | Danailow, Silvio     | 10+ | 05= | 20= | 45= | 46+ | 09= | 13+ | 06- | 33+ | 04= | 01- | 15= | 17+ | 8.0    |
| 9  | Ungarn 1957                                    | Károlyi jr., Tibor   | 11- | 29= | 50+ | 42+ | 36+ | 08= | 12+ | 04- | 10= | 22+ | 17+ | 02- | 01= | 8.0    |
| 10 | Australien                                     | Hjorth, Greg         | 08- | 40+ | 33+ | 37+ | 21= | 17- | 15+ | 22+ | 09= | 01- | 19+ | 04= | 02= | 8.0    |
| 11 | Schweiz                                        | Zueger, Beat         | 09+ | 23= | 13- | 03= | 38+ | 15= | 34= | 12+ | 20= | 19- | 24+ | 14= | 25+ | 8.0    |
| 12 | Danemark                                       | Hansen, Curt         | 26= | 52+ | 43+ | 07= | 17= | 13= | 09- | 11- | 36+ | 14= | 31+ | 21= | 18+ | 8.0    |
| 13 | Island                                         | Árnason, Jón Loftur  | 58+ | 53+ | 11+ | 17= | 01- | 12= | 08- | 34+ | 18- | 33+ | 05= | 25= | 19+ | 8.0    |
| 14 | Indien                                         | Barua, Dibyendu      | 48- | 35+ | 22= | 38= | 19= | 37= | 46+ | 16- | 34+ | 12= | 33+ | 11= | 21+ | 8.0    |
| 15 | Deutschland Bundesrepublik                     | Gerbert, Philipp     | 56+ | 01- | 36= | 53+ | 24= | 11= | 10- | 21+ | 28+ | 05= | 16= | 08= | 06= | 7.5    |
| 16 | Finnland                                       | Välkesalmi, Kimmo    | 44= | 07- | 39= | 29= | 27+ | 38+ | 45= | 14+ | 03- | 20+ | 15= | 05- | 22+ | 7.5    |
| 17 | Chile                                          | Toro, Bernardo       | 50+ | 48+ | 21= | 13= | 12= | 10+ | 06= | 01= | 04= | 18+ | 09- | 07- | 08- | 7.0    |
| 18 | Indonesien                                     | Adianto, Utut        | 52= | 26+ | 02= | 32= | 05= | 23+ | 22= | 03= | 13+ | 17- | 07- | 30+ | 12- | 7.0    |
| 19 | Norwegen                                       | Stigar, Petter       | 45- | 24= | 31+ | 48= | 14= | 26+ | 21= | 05= | 32+ | 11+ | 10- | 06= | 13- | 7.0    |
| 20 | Vereinigte Staaten                             | Benjamin, Joel       | 55+ | 06= | 08= | 05= | 34+ | 32+ | 04- | 02- | 11= | 16- | 30= | 31+ | 27= | 7.0    |
| 21 | Brasilien 1968                                 | Lima, Darcy          | 42+ | 28+ | 17= | 06- | 10= | 02- | 19= | 15- | 52+ | 34+ | 35+ | 12= | 14- | 7.0    |
| 22 | Argentinien                                    | Tovillas, Daniel     | 06- | 55+ | 14= | 35= | 43+ | 24+ | 18= | 10- | 45+ | 09- | 25= | 28+ | 16- | 7.0    |
| 23 | Iran 1964                                      | Zabihi, Ali          | 29+ | 11= | 06- | 43+ | 03= | 18- | 05- | 49= | 25- | 52= | 54+ | 46+ | 36+ | 7.0    |
| 24 | Jugoslawien Sozialistische Föderative Republik | Damljanovic, Branko  | 02- | 19= | 58+ | 25+ | 15= | 22- | 52+ | 45= | 05- | 32+ | 11- | 27= | 33+ | 7.0    |
| 25 | Mexiko                                         | Morales, Humberto    | 54+ | 46- | 32- | 24- | 51= | 57+ | 38= | 42+ | 23+ | 45+ | 22= | 13= | 11- | 7.0    |
| 26 | Neuseeland                                     | Bates, Giles         | 12= | 18- | 52= | 39= | 53+ | 19- | 35- | 50+ | 42= | 47= | 38= | 49+ | 32+ | 7.0    |
| 27 | Puerto Rico                                    | Balsinde, Rolando    | 07= | 44- | 35- | 55+ | 16- | 54= | 41- | 57+ | 51+ | 43+ | 45+ | 24= | 20= | 7.0    |
| 28 | Israel                                         | Shrentzel, Mordechai | 41+ | 21- | 48+ | 02- | 37= | 36= | 39= | 40+ | 15- | 35= | 29+ | 22- | 30= | 6.5    |
| 29 | Polen                                          | Weider, Dariusz      | 23- | 09= | 41= | 16= | 31= | 39- | 51+ | 47= | 37= | 53+ | 28- | 35= | 45+ | 6.5    |
| 30 | Italien                                        | Tassi, Oliviero      | 46- | 54+ | 03- | 52- | 41+ | 47= | 50+ | 35= | 40= | 49+ | 20= | 18- | 28= | 6.5    |
| 31 | Belgien                                        | Canda, Danilo        | 34- | 49= | 19- | 58+ | 29= | 51+ | 37+ | 32- | 35= | 36+ | 12- | 20- | 38+ | 6.5    |
| 32 | Osterreich                                     | Kaspret, Guido       | 03+ | 04- | 25+ | 18= | 45+ | 20- | 33- | 31+ | 19- | 24- | 36= | 37+ | 26- | 6.0    |
| 33 | Niederlande                                    | Cuijpers, Frans      | 01- | 56+ | 10- | 47+ | 35+ | 52+ | 32+ | 07- | 08- | 13- | 14- | 40+ | 24- | 6.0    |
| 34 | Schottland                                     | McNab, Colin         | 31+ | 36+ | 01- | 46= | 20- | 40+ | 11= | 13- | 14- | 21- | 39- | 57+ | 54+ | 6.0    |
| 35 | China Volksrepublik                            | Ye, Rongguang        | 37= | 14- | 27+ | 22= | 33- | 42= | 26+ | 30= | 31= | 28= | 21- | 29= | 40= | 6.0    |
| 36 | Kanada                                         | Pajak, Jan           | 49+ | 34- | 15= | 44+ | 09- | 28= | 40= | 39+ | 12- | 31- | 32= | 47+ | 23- | 6.0    |
| 37 | Portugal                                       | Sequeira, Fernando   | 35= | 50= | 47+ | 10- | 28= | 14= | 31- | 52= | 29= | 46+ | 40= | 32- | 41= | 6.0    |
| 38 | Turkei                                         | Atalık, Suat         | 43= | 47= | 53= | 14= | 11- | 16- | 25= | 44= | 55+ | 41= | 26= | 50+ | 31- | 6.0    |
| 39 | Spanien 1977                                   | Corral Blanco, Juan  | 47= | 43- | 16= | 26= | 42= | 29+ | 28= | 36- | 49= | 40- | 34+ | 41= | 44= | 6.0    |
| 40 | Trinidad und Tobago                            | Tavares, Shawn       | 05- | 10- | 56+ | 41+ | 48+ | 34- | 36= | 28- | 30= | 39+ | 37= | 33- | 35= | 6.0    |
| 41 | Simbabwe-Rhodesien                             | Fowler, Jim          | 28- | 42= | 29= | 40- | 30- | 55+ | 27+ | 46- | 48+ | 38= | 50= | 39= | 37= | 6.0    |
| 42 | Malaysia                                       | Long, Peter          | 21- | 41= | 49+ | 09- | 39= | 35= | 47= | 25- | 26= | 48= | 58+ | 54- | 57+ | 6.0    |
| 43 | Irland                                         | Allen, Keith         | 38= | 39+ | 12- | 23- | 22- | 50= | 44= | 53= | 57+ | 27- | 48- | 58+ | 56+ | 6.0    |
| 44 | Paraguay 1954                                  | Valiente, Cristobal  | 16= | 27+ | 07- | 36- | 52- | 49= | 43= | 38= | 53- | 58+ | 57= | 56+ | 39= | 6.0    |
| 45 | Frankreich                                     | Santo-Roman, Marc    | 19+ | 02= | 05= | 08= | 32- | 46+ | 16= | 24= | 22- | 25- | 27- | 48+ | 29- | 5.5    |
| 46 | Venezuela 1954                                 | Guerra, Jose Luis    | 30+ | 25+ | 04- | 34= | 08- | 45- | 14- | 41+ | 47= | 37- | 53+ | 23- | 49= | 5.5    |
| 47 | Malta                                          | Borg, Geoffrey       | 39= | 38= | 37- | 33- | 54+ | 30= | 42= | 29= | 46= | 26= | 49= | 36- | 50= | 5.5    |
| 48 | Kolumbien                                      | Obando, Arnoldo      | 14+ | 17- | 28- | 19= | 40- | 53- | 56+ | 54+ | 41- | 42= | 43+ | 45- | 51= | 5.5    |
| 49 | Griechenland                                   | Lyrintzakis, Stayros | 36- | 31= | 42- | 50= | 58+ | 44= | 53+ | 23= | 39= | 30- | 47= | 26- | 46= | 5.5    |
| 50 | Wales                                          | James, Stephen       | 17- | 37= | 09- | 49= | 55+ | 43= | 30- | 26- | 56+ | 57+ | 41= | 38- | 47= | 5.5    |
| 51 | Tunesien                                       | Belkhodja, Slim      | 04- | 03- | 54= | 57+ | 25= | 31- | 29- | 58+ | 27- | 56- | 55+ | 52+ | 48= | 5.5    |
| 52 | Guatemala                                      | Rodas, Pablo         | 18= | 12- | 26= | 30+ | 44+ | 33- | 24- | 37= | 21- | 23= | 56= | 51- | 55= | 5.0    |
| 53 | Nigeria                                        | Fasheyitan, Olufemi  | 57+ | 13- | 38= | 15- | 26- | 48+ | 49- | 43= | 44+ | 29- | 46- | 55= | 58= | 5.0    |
| 54 | Luxemburg                                      | Lasar, Yves          | 25- | 30- | 51= | 56+ | 47- | 27= | 57= | 48- | 58= | 55+ | 23- | 42+ | 34- | 5.0    |
| 55 | Libanon                                        | Jardak, Hadi         | 20- | 22- | 57+ | 27- | 50- | 41- | 58= | 56= | 38- | 54- | 51- | 53= | 52= | 3.0    |
| 56 | Japan                                          | Yoshida, Tetsuo      | 15- | 33- | 40- | 54- | 57- | 58+ | 48- | 55= | 50- | 51+ | 52= | 44- | 43- | 3.0    |
| 57 | Jamaika                                        | Grant, Conrad        | 53- | 58= | 55- | 51- | 56+ | 25- | 54= | 27- | 43- | 50- | 44= | 34- | 42- | 2.5    |
| 58 | [5]                                            | Cauchy, Daniel       | 13- | 57= | 24- | 31- | 49- | 56- | 55= | 51- | 54= | 44- | 42- | 43- | 53= | 2.0    |